# Бой драконов
«Бой драконов» — кинофильм.

## Сюжет
Фильм рассказывает о жестоком будущем, в котором крупные промышленные корпорации нанимают гладиаторов, результаты поединков которых определяют, какой компании оставаться на рынке. Однако когда боец Фолкхайон (англ. Falchion — сабля) отказывается участвовать в битве, начинается настоящая война и теперь он должен суметь убежать не только от гнева своего работодателя но и от отвергнутого боевого оппонента.

## В ролях
| Актер/Актриса   | Персонаж         |
| --------------- | ---------------- |
| Майкл Паре      | Фолкхайон        |
| Роберт З’Дар    | Лочейбр          |
| Аки Алеонг      | Киото            |
| Эндрю Брынярски | Зритель в баре   |
| Джо Кортезе     | Бэйбингтон       |
| Алекса Хэмилтон | Сандра           |
| Ллойд Кино      | Куико            |
| Фоуна МакЛэрен  | Темный Служащий  |
| Том Маги        | Бул              |
| Чарльз Напье    | Мучоу            |
| Майкл Паре      | Мурпарк          |
| Б.Дж. Дэвис     | Охотник № 2      |
| Джордж Флауэр   | Джейк Джерико    |
| Джон Ф. Гофф    | Слим             |
| Джеймс Хонг     | Асоа             |
| Михель Коссак   | Смотритель Парка |
| Уоррен Стивенс  | Охотник № 1      |